# هنرييت لويز البوربونية
هنرييت لويز دي بوربون (بالفرنسية: Henriette Louise de Bourbon)‏ هي راهبة فرنسية، ولدت في 14 يناير 1703 في قصر فرساي في فرنسا، وتوفيت في 19 سبتمبر 1772 في Beaumont-lès-Tours ‏ في فرنسا.